# Старокинески језик
Старокинески (упрош: 上古汉语; трад: 上古漢語; пин: shànggǔ hànyǔ), или „архаични кинески“, се односи на кинески језик говорен од доба династије Шанг (кинеско бронзано доба које је трајало до 11. века п. н. е.) до бивше династије Хан (од 206. п. н. е. до 9. н. е.). Постоји неколико различитих под-периода у том дугом периоду. Појам „Тау“, у односу на средњи кинески и савремени кинески језик, обично се користи у историјској кинеској фонологији која покушава да реконструише начин на који је старокинески говорен.
Пошто је стари кинески језик говорен када су писана класична дела попут „Лун Ју“, „Менг-цу“ и „Дао Де Цин“, те је био службени језик у уједињеном царству династије Ћин и дуготрајне династије Хан, старокинески је сачуван и за следећа два миленијума у облику класичног кинеског језика, облик писаног кинеског који опонаша граматику и речник старог кинеског језика приказаног у тим делима. За то време, класични кинески је био уобичајни језик који се уобичајено користио у службене сврхе у Кини, Кореји, Јапану и Вијетнаму. Постоје и велике варијације унутар класичног кинеског, које су приметне када је нешто написано. Класични кинески који користе новији кинески писци, као и класични кинески изван Кине, вероватно би тешко разумео неко из Конфучијевог доба.

## Фонологија
Пошто је кинески писан са логограмским знацима, а не словима, Кинезима није лако приметити да се звук језика мења временом. Прича о реконструкцији старокинеског почела је рецитацијом Шијинга, прве и дубоко поштоване збирке поезије у Кини. Генерације кинеских књижевника су биле збуњене што многи стихови Шијинга нису написане са римом, јер нису били свесни да се говор кинеског језика променио током времена. Књижевници попут Жуа Шјиа су сматрали да је древни народ имао сопствени начин за рецитацију пјесама: они би привремено променили читање карактера да стане у римном стиху. Такав начин рецитације или читање поезије се зове шјиејин (叶音 бук. „хармонизација звука“).
Јиао Хонг и Чен Ди из Минг династије су била прва лица да јасно образложе да стихови у Шијинг нису у риму само зато што су се променили звуци. Обнова старокинеског је почео када Гу Јанву из династије Ћинг поделио звуке старокинеског у 10 групе рима, (韵部 јунбу). Остали кјижевници династије Ћинг су следили Гуов начин, побољшавајући поделе. Шведски синолог, Бернард Карлгрен, био је прва особа да реконструише старокинески језик са латиницом (није ИПА).
Звуци старокинеског је тешко реконструисати, јер кинески начин писања не показује изговор као писмо са алфабетом. Књижевници који покушавају да реконструишу фонологију старокинеског морају се ослонити на индиректни доказ. Они тешко се ослањају на оне стиховне текстове пре Ћин династије, углавном Шијинг, и чињеница да карактери који деле исти фонетски дио су били хомофони или близу хомопфонима када карактери су прво створени.
Постоји много расправа око фонологији старокинеског. Има сагласности да старокинески је имао мешавину сугласника попут *кл- и гл-, који се не појављују ни у једном савременом кинеском дијалекту. Међутим, следећа питања су још увек отворена за расправу: 
- Да је старкинески имао фарингализоване сугласнике или друге ретке особине.
- Да није старокинески био монослогни.
- Да рани старокинески није био тонски језик. Да су тонови средњег кинеског еволвирали од старокинеских сугласника који су се променили или нестали.

## Лексикон
Традиционални поглед кинеског је да је аналитички језик без инфлекција. Међутим, после рада Хенри Маспероа књиевници су озбиљно проучавали морфологију старокинеског. Сагарт (1999) даје сажетак тих напора, и листа речи на основу његовог рада је доступан у Аустронезијској бази основног речника  Архивирано на веб-сајту  (19. новембар 2009).

## Граматика
Граматика старокинеског није идентична оном у класичном кинеском. Многе употребе нађени у класичном кинеском су изостали у старокинеском. На пример, реч 其 (qí) се може користити као заменица трећег лица (он/она/оно/они) у класичном кинеском, али не у старокинеском, где служи као присвојна заменица трећег лица (његов/њен/његови/њихов).
Нема везника у староокинеском, и везник 是 (shì) у средњем и савременом кинеском језику је близу показног „ово“ (који значи 這 (zhè) у савременом кинеском) у старокинеском језику.